# 314159 Mattparker
314159 Mattparker è un asteroide della fascia principale. Scoperto nel 2005, presenta un'orbita caratterizzata da un semiasse maggiore pari a 2,398972 UA e da un'eccentricità di 0,196272, inclinata di 2,340753° rispetto all'eclittica.